# Фридрих Ханибал фон Турн и Таксис
Фридрих Ханибал фон Турн и Таксис (на немски: Friedrich Hannibal Prinz von Thurn und Taxis; * 3 септември 1799 в Прага; † 17 януари 1857 във Венеция) е принц на Турн и Таксис от Бохемската линия на рода, императорски австрийски генерал на кавалерията.
Той е петият син (от шестте сина) на генерал принц Максимилиан Йозеф фон Турн и Таксис (1769 – 1831) и съпругата му принцеса Мария Елеонора фон Лобковиц (1770 – 1834), дъщеря на княз Август Антонин фон Лобковиц (1729 – 1803) и графиня Мария Лудмила Цзернин фон Кудениц.
Фридрих Ханибал е възпитаван частно. През юни 1809 г. той става премиер-лейтенант в саксонския регимент „Гард де корпс“. През октомври 1814 г. той става обер-лейтенант в императорската войска и участва през март 1815 г. в похода за Париж. През 1817 г. той придружава ерцхерцогиня Леополдина до Бразилия и се връща обратно в Европа. През 1821 г. той е повишен на ритмайстер на императорската кавалерия и през 1829 г. на майор. През 1830 г. той е за кратко адютант на губернатора на Майнц Фердинанд фон Вюртемберг. През 1831 г. той командва един холера-кордон на Дунав и се разболява тежко.
През 1833 г. той е полковник и 1838 г. става ландман в Тирол и получава през 1842 г. също унгарски индигенат. През 1840 г. той е повишен на генерал-майор, поема кавалерийска бригада и през 1842 г. ръководи сухопътна бригада в Прага. Той става фелдмаршал-лейтенант и получава през януари 1848 г. командването на резервна дивизия във войната за независимост в Италия.
През 1848 г. той участва в битките, както брат му генерал-майор Вилхелм фон Турн и Таксис
(1801 – 1848, в битка до Виченца). Той пътува през Швеция през 1850 г. и през октомври 1851 г. е военен комендант в Линц. На 20 април 1854 г. той е повишен на генерал на кавалерията. През юни започва служба като главен дворцов майстер на иимператрица Елизабет и я придружава през 1856 г. в пътуването ѝ до Венеция. Принц Фридрих Ханибал умира на 17 януари 1857 г. от тифус и е погребан до брат му Вилхелм в „гробището Санта Луция“ при Виченца.

## Фамилия
Фридрих Ханибал фон Турн и Таксис se jeni на 29 юни 1831 г. във Виена за графиня Аурора Батиани (* 13 юни 1806, Пеща; † 18 септември 1881, Ишл), дъщеря на граф Винценц Ферериус Йохан Ерхард Алойзи Батиани (1772 – 1827) и Мария Йозефа Тереза Рудниак де Батсфа де Магйар Бел (1778 – 1847). Те имат децата:
- Ламорал Фридрих (1832 – 1903), фелдмаршал-лейтенант, женен на 22 април 1871 г. в Братислава за графиня Антония Шафгоч (1850 – 1942)
- Роза (1833 – 1907)
- Хелена (1836 – 1901), дворцова дама на императрица Елизабет, омъжена на 15 май 1871 г. за граф Волфганг Кински фон Вхиниц и Тетау (1836 – 1885)
- Лаура (* и † юли 1838)
- Фридрих Артур (1839 – 1906), титулар-генерал-майор, женен на 30 април 1872 г. във Виена за графиня Мария фон Тун-Хоенщайн (1850 – 1929)
- Артур (1842 – 1848)
- Ирена (* и † 1847)